# Late Night
Late Night är ett amerikanskt talkshow-format, som sänts på NBC sedan 1982, i segmentet som inom amerikansk TV kallas Late Night. Fyra komiker har varit programledare, varpå programmet fått deras namn efter Late Night. Det är inte samma program, utan varje programledare har satt sin egen prägel på programmet. Samtliga programledare, dock med olika framgång, har gått vidare till programmet som visas en timme tidigare.

## Programledare
- Late Night with David Letterman 1982–1993
- Late Night with Conan O'Brien 1993–2009
- Late Night with Jimmy Fallon 2009–2014
- Late Night with Seth Meyers 2014–